# Zawadka Morochowska
Zawadka Morochowska (en ukrainien, Завадка Морохівська, Zavadka Morokhivs’ka) est une ancienne commune d'Ukraine, maintenant sur le territoire de Pologne.

## Géographie
La commune se situait au sud ouest de la Pologne actuelle, proche de la frontière slovaque.
À 16 kilomètres au nord de Komańcza, 15 km au sud de Bukowsko (gmina) et à 75 km au sud de Rzeszów.

## Histoire
En janvier 1946, il y avait 425 Ukrainiens dans la commune. Le même mois, le 34e régiment d'infanterie polonais commandé par le Colonel Stanislas Pluto encercla le village et fouilla les maisons. Chaque fois qu'un Ukrainien était arrêté, il était systématiquement abattu.
En avril, l'armée polonaise revint dans le village et força la population à quitter le pays et traverser la frontière avec l'Union soviétique. Onze hommes furent abattus et le village fut détruit.
Durant ces deux mois, 56 personnes furent abattues.